# Marie Elizabeth Zakrzewska
Marie Elisabeth Zakrzewska (Berlín, 6 de setembre de 1829–Jamaica Plain (Boston),
12 de maig de 1902) va ser una metgessa prussiana que es va guanyar el reconeixement com a doctora pionera als Estats Units.

## Biografia
Zakrzewska va néixer a Berlín, filla de Ludwig Martin Zakrzewski i Caroline Fredericke Wilhelmina Urban. Va ser la més gran de sis germans. El seu pare era d'una família polonesa noble que havia perdut la seva riquesa després del Repartiment de Polònia entre Prússia i Rússia el 1793. Va acabar treballant com a funcionari. La seva àvia era una cirurgiana veterinària, i la seva mare treballava de llevadora. Des molt jove la va acompanyar i es va iniciar en l'ofici, abans de començar els estudis d'infermeria obstetricoginecològica a l'escola de l'hospital més famós de Berlín: Charité.
Ja amb vint-i-dos anys va esdevenir cap del servei de les llevadores de l'hospital Charité, estimulada pel catedràtic i director de l'Institut d'Obstetrícia, Joseph Hermann Schmidt, que li va servir de mentor. Quan aquest va morir, es va trobar desprotegida en un món de metges força masclistes que no podien reconèixer la capacitat professional i la intel·ligència d'una dona, i va veure la seva carrera blocada, va emigrar cap als Estats Units el 1853, junt amb la seva germana, esperant trobar-hi més oportunitats. Tanmateix, com a dona hi va tenir prou obstacles per poder estudiar medicina. Al principi va sobreviure venent brodats. El negoci li va sortir exitós, i hi va emprar fins a trenta dones, però mantenia el somni d'esdevenir metgessa.
En conèixer Elizabeth i Emily Blackwell va poder continuar els estudis de medicina a la Universitat Western Reserve College a Cleveland. Amb les germanes Blackwell, van establir un dispensari per a dones, el New York Infirmary for Women, inaugurat el 1857 i del qual va ser la metgessa resident i gerent, en treballar dos anys sense cobrar.
El 1859 es va traslladar a Boston, on va ser nomenada catedràtica d'obstetrícia al New England Female Medical College (NEFMC). Quan volia eixamplar el pla d'estudis amb cursos de dissecció i microbiologia i altres camps d'investigació noves, s'hi va trobar en desacord amb el fundador del NFMC, Samuel Gregory, que volia acantonar les dones metgesses a l'àrea de la gestació, el part i el puerperi. En conseqüència el 1862 Zakrzewska hi va fundar el New England Hospital for Women and Children (Hospital de Nova Anglaterra per a dones i criatures), amb un pla d'estudis modern, com ella volia. Va ser el primer hospital a Boston amb una escola per a infermeres i el segon als Estats Units en ser dirigit per dones metgesses i cirurgianes. Zakrzewska va trencar les barreres que obstaculitzaven la pràctica de la medicina a les dones als Estats Units, va fundar hospitals per a dones, i va ser pionera del moviment que va obrir la professió d'infermeria a les dones negres. Com a feminista i abolicionista, es va fer amiga de William Lloyd Garrison, Wendell Phillips i Karl Heinzen.
Zakrzewska va morir a Jamaica Plain, un barri de Boston (Massachusetts) i hi va ser enterrada al cementiri de Forest Hills. L'hospital que va crear a Boston continua el servei a la població necessitada, sota el nom de Dimock Community Health Center.

## Obres
- A Practical Illustration of "Woman's Right to Labor".
- «Obres de o sobre Marie Elizabeth Zakrzewska». Internet Archive.